# كافومبا توريه
 شيخ محمد كافومبا توريه  (بالفرنسية: Kafoumba Touré)‏ (1994 مالي) هو لاعب كرة قدم مالي .
لعب سابقاً في نادي أحد ونادي الوشم و القادسية الكويتي .

## روابط خارجية
- كافومبا توريه على موقع قاعدة بيانات كرة القدم.إي يو (الإنجليزية)
- كافومبا توريه على موقع Soccerway.com (الإنجليزية)
- كافومبا توريه على موقع عالم كرة القدم.نت (الإنجليزية)